# 360p
360p короткое обозначение разрешающей способности (разрешение) дисплеев и видеостандартов. Буква «p» означает прогрессивную развёртку (англ. progressive scan), в противоположность чересстрочной (которая, в свою очередь, обозначается буквой «i» англ. interlaced). Число 360 обозначает вертикальное разрешение дисплея, то есть 360 горизонтальных строк развёртки.
При соотношении сторон экрана (англ. aspect ratio), равных 4:3, стандарт 360p подразумевает разрешение 480x360 пикселей. При соотношении сторон, равных 16:9, стандарт 360p подразумевает разрешение 640x360 пикселей.
При стандарте 360p частота кадров обычно равна 30 или 60 кадрам в секунду и может быть явно указана сразу после буквы «p». Например, обозначение 360p60 подразумевает 60 кадров в секунду. Стандарт 360p использовался во многих ранних плазменных телевизорах.